# Боливийско-бразильские отношения
Боливийско-бразильские отношения — двусторонние дипломатические отношения между Боливией и Бразилией. Протяжённость государственной границы между странами составляет 3403 км. Бразилия является членом БРИКС, в то время как Боливия является страной-партнëром. 

## История
В 1988 году Боливия подписала важные торговые соглашения с Бразилией. С начала 1990-х годов Бразилия стала закупать 3 миллиона кубических метров природного газа в день из Боливии. Эта сделка приносила боливийской экономике 373 млн. долларов США ежегодно. Бразилия согласилась помочь Боливии построить тепловую электростанцию, а также открыть в стране производство удобрений и полимеров. Боливия и Бразилия подписали соглашение о совместной борьбе с незаконным распространением наркотических средств, реабилитации наркоманов и контроле над производством химических веществ, используемыми при изготовлении наркотиков.
В 2006 году отношения между странами резко ухудшились из-за национализации Боливией предприятий, добывающих природные ресурсы и угрозы захвата боливийских земель, принадлежащих бразильским фермерам. Министр иностранных дел Бразилии Селсу Аморим заявил, что правительство может отозвать посла из Ла-Паса, если Боливия конфискует активы у Petrobras без какой-либо компенсации.

## Торговля
Бразилия исторически является основным торговым партнером Боливии. Экспорт Боливии в Бразилию: природный газ (98 % от общего объема экспорта). Экспорт Бразилии в Боливию: железо, нефтяной битум, электрические проводники, тракторы, локомотивы, деревянная мебель, рис, обувь и фунгициды. В 2015 году объем бразильского экспорта в Боливию сократился на 8 % по сравнению с предыдущим годом (с 1,6 млрд. долларов США до 1,5 млрд. долларов США), а импорт снизился на 34,3 % (с 3,8 млрд. долларов США до 2,5 млрд. долларов США).